# Joseph Adam Sienkiewicz
Pour les articles homonymes, voir Sienkiewicz.
Joseph Adam Sienkiewicz, né le 25 décembre 1836 à Paris où il est mort le 10 octobre 1898, est un diplomate français. 

## Biographie
Joseph Adam Sienkiewicz est le fils de Charles Sienkiewicz (1793-1860), poète et historien et de Gloire Borzencka (1807-1886).
Il est Consul de France à Jérusalem, puis Consul de France à Hong Kong. Il est promu au rang de Chevalier de la Légion d'honneur en 1874.
À Paris, en 1875, il épouse Rozalia Szczeniowska (1848-1903).
Il est à Beyrouth en 1880, puis en Égypte jusqu'en juillet 1882, date à laquelle il part au Chili.
En 1890, il est envoyé extraordinaire et ministre plénipotentiaire de la république française au Japon.
De 1894 à 1896, il est délégué permanent à la Commission européenne du Danube.
Il est mort à son domicile parisien du boulevard Malesherbes à l'âge de 61 ans.

## Distinction
- Officier de la Légion d'honneur en 1888[7]
  -  Chevalier de la Légion d'honneur en 1874